# Art Longsjo

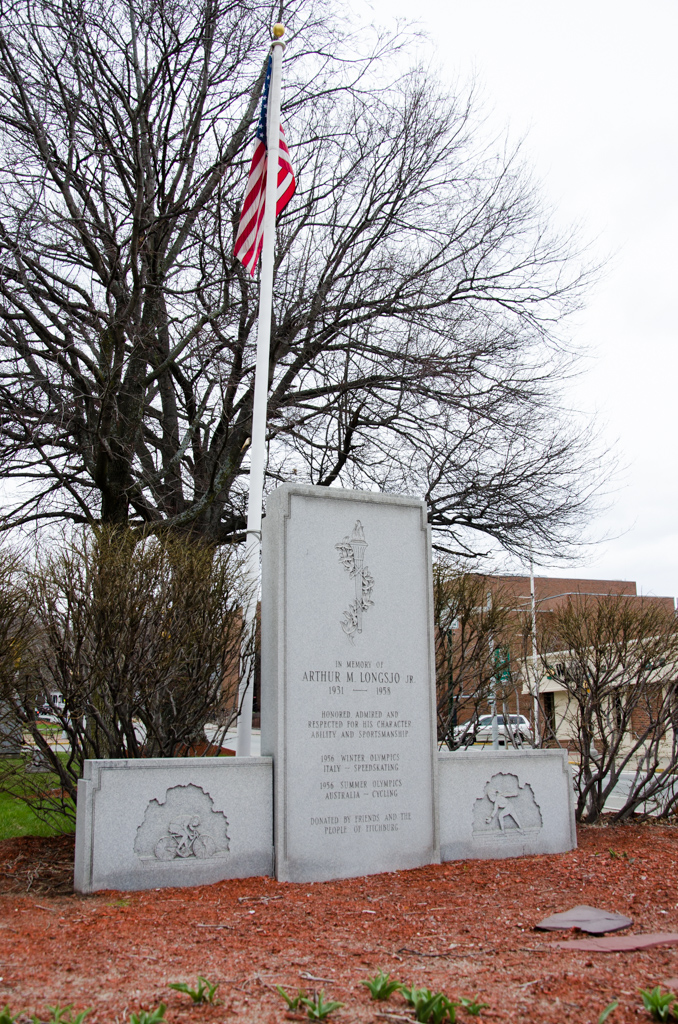
Gedenkstätte für Art Longsjo in seinem Geburtsort Fitchburg, Massachusetts

Arthur Matthew „Art“ Longsjo (* 23. Oktober 1931 in Fitchburg, Massachusetts; † 16. September 1958 in Burlington, Vermont) war ein US-amerikanischer Radrennfahrer und Eisschnellläufer.
Art Longsjo war der einzige US-Amerikaner, der im selben Jahr sowohl an den Olympischen Sommerspielen wie an Winterspielen teilnahm: 1956 startete er in Cortina d’Ampezzo im Eisschnelllauf und wurde 40., und in Melbourne im Radsport, in der Mannschaftsverfolgung auf der Bahn.

## Biographie
Ursprünglich war Longsjo Eisschnellläufer; Radsport betrieb er zunächst nur als Training. Sein erster großer Erfolg als Radrennfahrer war der Sieg beim Rennen Quebec-Montreal über 170 Meilen im Jahre 1954, wofür er zum Kanadischen Radsportler des Jahres gekürt wurde. Weiterhin war er vielfach erfolgreich bei Amateur-Radrennen in Nordamerika, so z. B. mehrfach bei der Meisterschaft von Massachusetts. 1958 gewann er die Tour of Somerville, die Tour de Saint-Laurent in Kanada sowie ein drittes Mal Quebec-Montreal. 
Auf der Rückfahrt von diesem Rennen kam Longsjo bei einem Autounfall im Alter von 26 Jahren ums Leben. Der Grund für den Unfall soll eine Biene gewesen sein, die in das Auto geflogen war. Während Longsjo schlief, versuchte der Fahrer, ein Schulfreund von Art, nach der Biene zu schlagen und verlor in einer scharfen Kurve und auf nasser Straße die Kontrolle über den Wagen. Der Wagen rammte einen Telefonmast, der sich auf der Beifahrerseite in den Wagen bohrte und Longsjo tödlich verletzte.
1960 veranstaltete Art Longsjo Heimatstadt Fitchburg erstmals das Eintagesrennen Fitchburg-Longsjo Memorial Race, später bekannt als Fitchburg Longsjo Classic, das bis 2010 ausgetragen wurde. Unter den Gewinnern befinden sich Lance Armstrong, Zach Bell und Tyler Hamilton. Zudem erinnert im Ort ein Denkmal an Art Ljongso. 1988 wurde er postum in die United States Bicycling Hall of Fame aufgenommen.